# Make (platforma)
Make je cloudová softwarová platforma pro tvorbu automatizačních scénářů. Uživatelé mohou propojit nezávislé online služby prostřednictvím grafického rozhraní bez nutnosti programování. Integrace probíhá pomocí aplikačních rozhraní (API).
K jejím funkcím patří zpracování dat v reálném čase, přenos informací mezi aplikacemi a využití nástrojů umělé inteligence, včetně strojového učení a tzv. AI agentů.
V roce 2021 platformu využívalo přes půl milionu uživatelů z celého světa.

## Historie

### Založení a vývoj
Platforma vznikla v roce 2013 v Praze jako projekt tehdejší společnosti Cloud Service. Za jejím vznikem stála šestice českých podnikatelů: Patrik Šimek (CTO), Ondřej Gazda (President), Roman Bršlica (Partner), Tomáš Schel, Michal Toman a Pavel Duras.
V říjnu 2015 byla společnost Cloud Service přejmenována na Integromat. A pod stejným názvem byla v květnu 2016 uvedena platforma pro vizuální automatizaci a integraci online služeb. Ve stejném roce byl představen obchodní model založený na předplatném.

### Akvizice a přejmenování na Make
V únoru 2022 proběhla akvizice Integromatu německou společností Celonis za přibližně 2,5 miliardy korun (kolem 100 milionů amerických dolarů). Celonis se specializuje na process mining a řízení podnikových procesů.
Po převzetí firmou Celonis došlo k rebrandingu značky z Integromatu na Make. I po akvizici si platforma Make ponechala vlastní vývojový tým se sídlem v Praze. Do vedení týmu Make byl jmenován Fabian Veit jako nový generální ředitel. Ve stejném roce vzrostl počet zaměstnanců na přibližně 190, zatímco v roce 2021 jich firma evidovala 77.

## Platforma
Make funguje jako vizuální platforma pro automatizaci bez nutnosti kódování. Propojuje různé systémy a umožňuje sestavování pracovních postupů pomocí grafického rozhraní.
Automatizace jsou postavené na tzv. scénářích, které se skládají ze spouštěčů a následných akcí reagujících na změny v aplikacích nebo službách. Platforma umožňuje propojení k více než 2000 aplikacím prostřednictvím svého adresáře aplikací a datovou výměnu přes API.
V roce 2024 platforma rozšířila své funkce o vizualizační nástroj Make Grid, který zobrazuje běžící scénáře v reálném čase .
V dubnu 2025 platforma Make představila funkci Make AI Agents, která umožňuje vytváření agentů využívajících zpracování přirozeného jazyka, vyhodnocování požadavků v reálném čase a práci s předem definovanými scénáři. 
Některé nezávislé recenze uvádějí, že platforma může být pro určité uživatele náročnější na zvládnutí, zejména při nastavování složitějších automatizací nebo pokročilých pracovních postupů.

## Využití platformy
Platformu využívají různé typy uživatelů, včetně jednotlivců, menších podniků i mezinárodních firem. Podle serveru Lupa.cz platformu využívají například firmy Uber, Cisco nebo Adidas. 

## Ocenění
V roce 2016 byl Integromat oceněn v regionálním kole mezinárodní startupové soutěže Get in the Ring v Budapešti a postoupil do globálního finále. Soutěž se zaměřuje na inovativní podnikatelská řešení v oblasti technologií.
V roce 2020 byl Integromat zařazen do analytické zprávy společnosti Gartner s názvem Cool Vendors in Business Process Automation, která představuje inovativní nástroje v oblasti automatizace podnikových procesů.
V roce 2024 byla platforma Make zařazena do evropského žebříčku LETS 2024 mezi devatenáct českých technologických firem s rychlým růstem (tzv. scale-upy). Česká republika se díky tomu zařadila mezi pět nejvíce zastoupených zemí v Evropě.